# Abavornis
Abavornis là tên được đặt cho một chi chim nguyên thủy xuất hiện từ thế Creta muộn, chứa duy nhất một loài là A. bonaparti (tên loài được đặt để vinh danh nhà cổ sinh vật học Argentina José Bonaparte). Loài này có khả năng được xếp vào nhánh Enantiornithes. Vì những gì các nhà nghiên cứu biết về chúng chỉ qua một mảnh xương quạ không nguyên vẹn (TsNIGRI 56/11915) trông có vẻ giống với các loài á điểu điển hình, việc gán cho loài này vào nhánh á điểu chỉ là tạm thời. Hóa thạch của loài này thuộc về Hệ tầng Bissekty thế Creta muộn (Tầng Cognac, 89–86 MYA) ở Kyzylkum, Uzbekistan. Một mảnh xương quạ khác (PO 4605) cũng rất giống với hóa thạch kể trên và được xem là một loài thuộc chi Abavornis; Hóa thạch đó có thể là của A. bonaparti. Nếu thực sự như vậy, người ta có thể biết thêm những đặc điểm của loài này, vốn đã bị mất đi ở mẫu định danh.